# 斎藤氏 (畠山氏被官)
斎藤氏（さいとうし、旧字体：齋藤󠄁氏）は、代々畠山氏の被官を務めた氏族。

## 概要
明徳3年（1392年）に畠山基国が侍所頭人として相国寺供養に参加した時には斎藤氏から5人が随っている。応永〜永享年間までは斎藤祐定（因幡守、因幡入道）が確認でき、管領・畠山満家の使者として活動した。永享13年（1441年）1月29日には畠山持国が足利義教の勘気を被ったが、祐定は義教と畠山氏の悪化した関係を修正するために持国の弟・持永を当主とし、持国を河内国へと下向させた。同年に嘉吉の変が発生して義教が殺害されると、持永に仕えていた被官は兄の持国の下へと付き、当主を交代させた祐定や遊佐国政の切腹を要求し、持永共々没落した。持国は嘉吉2年（1442年）に管領へと復帰し、五番編成の被官衆を従えていたが、三番には斎藤六郎右衛門、四番には斎藤兵庫の名前が見える。文安5年（1448年）には持国が養子の持富から実子の義就に後継者を変更したが、斎藤氏は義就方に付いており、応仁2年（1468年）5月の義就家臣奉書には斎藤宗時が署名している。大永7年（1527年）には、畠山総州家筆頭家臣であった遊佐氏の遊佐堯家が尾州家の畠山尚順方に敗れて出奔し、木沢長政が河内国守護代となり、従来の畠山氏内の権力構造が変化して木沢氏が台頭することとなった。そのような状況の中で、斎藤山城守は長政の弟で畠山在氏の奉行人である中務大輔に娘を嫁がせている。太平寺の戦いの敗北による木沢氏の没落と共に総州家の活動が縮小すると総州家に仕えた斎藤氏の活動も見られなくなった。一方、尾州家に仕えた斎藤氏もおり、天文12年（1543年）に畠山稙長が河内国に復帰した頃には斎藤四郎右衛門が見える。